# Peggy Shannon
Pour les articles homonymes, voir Shannon.
Peggy Shannon, née le 10 janvier 1907 et morte le 11 mai 1941, est une actrice américaine.

## Biographie
Peggy Shannon est née Winona Sammon à Pine Bluff en Arkansas en 1907, ses parents sont Edward et Nannie Sammon. Elle a une sœur, Carol. Elle va à l'Academy Catholic School et à la Pine Bluff High School.
Elle est embauchée par Florenz Ziegfeld lors d'une visite à sa tante à New York en 1923. Elle est ensuite engagée par les Ziegfeld Follies en 1927 à Broadway. Elle est repérée par B. P. Schulberg, directeur de production de la Paramount Pictures.
En 1926, Shannon épouse son premier mari, l'acteur Alan Davis. Le mariage a pris fin en juillet 1940.
Elle débute à Hollywood en 1928, elle remplace Clara Bow, qui souffrait d'une dépression nerveuse et Shannon la remplace deux jours après son arrivée à Hollywood.
Shannon travaillait parfois seize heures par jour pendant le tournage d'un film. Elle travaillait dans deux films dans la même journée. En 1932, elle signe un nouveau contrat avec la Fox et devient célèbre pour ses caprices sur les plateaux de tournage et ses problèmes d'alcool. En 1934, Shannon retourne à New York pour faire du spectacle à Broadway.
En 1935, elle joue à Broadway mais est rapidement remplacé. En 1936, elle retourne à Hollywood mais n'arrive pas à cacher sa consommation d'alcool. Elle obtient moins de rôles au cinéma et sa consommation d'alcool a empiré. Elle a fait sa dernière apparition au cinéma dans un film en 1940.
Elle épouse en secondes noces, le cameraman Albert Roberts en 1940.
Le 11 mai 1941, son mari et un collègue de travail de studio rentrent d'une partie de pêche. Ils la retrouvent morte dans leur appartement à North Hollywood. Elle était affalée sur la table de la cuisine, une cigarette à la bouche et un verre vide à la main. Elle était morte depuis environ douze heures. Une autopsie a révélé plus tard qu'elle était morte d'une crise cardiaque provoquée par une maladie du foie et un état délabré. Elle est enterrée au Hollywood Forever Cemetery.
Trois semaines après la mort de Shannon, son mari se suicide avec un fusil, sur la même chaise où elle était morte. Une note laissée avant son suicide disait : « Je suis très amoureux de ma femme, Peggy Shannon. À l'endroit où elle est morte, donc par respect pour elle, vous me trouverez au même endroit. » Roberts est enterré à Glendale (Californie), en Californie.

## Filmographie
- 1930 : The Gob
- 1931 : Opening Night
- 1931 : The Meal Ticket : Friend
- 1931 : The Secret Call : Wanda Kelly
- 1931 : Silence : Norma Davis/Norma Powers
- 1931 : Le Chemin du divorce de Richard Wallace : Lee Millet
- 1931 : Touchdown : Mary Gehring
- 1932 : This Reckless Age de Frank Tuttle : Mary Burke
- 1932 : Hotel Continental : Ruth Carleton
- 1932 : Society Girl : Judy Gelett
- 1932 : The Painted Woman : Kiddo
- 1932 : False Faces : Elsie Fryer
- 1933 : Girl Missing (en) : Daisy Bradford
- 1933 : Déluge ((The Deluge) : Claire Arlington
- 1933 : The Devil's Mate : Nancy Weaver
- 1933 : Turn Back the Clock : Elvina Evans Wright/Elvina Evans Gimlet
- 1933 : Fury of the Jungle : Joan Leesom
- 1934 : The Back Page : Jerry Hampton
- 1935 : Night Life of the Gods : Daphne Lambert
- 1935 : The Fighting Lady : Dora Hart
- 1935 : The Case of the Lucky Legs : Thelma Bell
- 1936 : The Man I Marry : Margot Potts
- 1936 : Ellis Island : Betty Parker
- 1937 : Romancing Along : Margot Potts
- 1937 : Youth on Parole : Peggy
- 1938 : Girls on Probation : Inmate Ruth
- 1939 : Blackwell's Island : Pearl Murray
- 1939 : The Adventures of Jane Arden : Lola Martin
- 1939 : Fixer Dugan (en) de Lew Landers : Aggie Moreno
- 1939 : Femmes (The Women) : Mrs. Jones
- 1939 : Dad for a Day : Mary Baker
- 1939 : The Amazing Mr. Williams : Kitty
- 1940 : Cafe Hostess : Nellie
- 1940 : The House Across the Bay (en) : Alice
- 1940 : All About Hash : Edith Henry
- 1940 : Triple Justice : Susan

## Iconographie
Elle a été photographiée par Alfred Cheney Johnston qui a travaillé pour Florenz Ziegfeld pendant plus de 15 ans, prenant principalement des photographies publicitaires et promotionnelles des interprètes des Ziegfeld Follies. 